# Kirchenburg Donnersmarkt
Die Kirchenburg Donnersmarkt (rumänisch Biserica fortificată din Mănărade) ist eine befestigte Kirche im Dorf Mănărade (Donnersmarkt) im Kreis Alba in Rumänien. Sie ist mit der Nummer LMI AB-II-a-B-00250 in der nationalen Denkmalliste geführt.

## Geschichte
Im frühen 15. Jahrhundert wurde eine gotische Kirchenburg hier errichtet, die im Mittelalter zum Kloster Igriș gehörte. Bis 1869 entstand das heutige Bauwerk anstelle des zu klein gewordenen alten Kirche. Die alte Wehrmauer blieb erhalten. Ein Turm wurde 1832 in einen Glockenturm umgebaut. Nach der Wende 1989 wanderten die Mitglieder der zur Evangelischen Kirche A.B. in Rumänien gehörenden Gemeinde nach Deutschland aus. Bei der Volkszählung 1992 wurden im vormaligen von Siebenbürger Sachsen dominierten Dorf noch 20 Personen mit deutscher Nationalität registriert.
Die Rumänische griechisch-katholische Kirchengemeinde erzielte mit der Evangelischen Konsistorium Hermannstadt eine Einigung, die eine Nutzung der Räume erlaubte. Für den Erhalt sind die siebenbürgersächsische Gemeinde und das Großerzbistum Făgăraș und Alba Iulia zuständig.
Die Kirchenorgel wurde 1868 vom Wiener Carl Hesse geschaffen, ist aber reparaturbedürftig.